# Bezzia goianensis
Bezzia goianensis är en tvåvingeart som beskrevs av Lane 1961. Bezzia goianensis ingår i släktet Bezzia och familjen svidknott. Inga underarter finns listade i Catalogue of Life.